# Бодаква (роз'їзд)
Бода́ква (колишній — 140 км) — залізничний роз'їзд 5-го класу Полтавської дирекції Південної залізниці на неелектрифікованій лінії Лохвиця — Ромодан між станціями Сенча (11,3 км) та Лохвиця (8,7 км). Розташований поблизу села Бодаква Миргородського району Полтавської області.

## Пасажирське сполучення
На роз'їзді Бодаква зупиняються приміські поїзди сполученням Ромодан — Бахмач, Ромни — Бахмач та Кременчук — Гадяч.